# Xerula megalospora
Xerula megalospora är en svampart som först beskrevs av Frederic Edward Clements, och fick sitt nu gällande namn av Redhead, Ginns & Shoemaker 1987. Xerula megalospora ingår i släktet Xerula och familjen Physalacriaceae.   Inga underarter finns listade i Catalogue of Life.